# Stade des Minimes
Pour les articles homonymes, voir Arnauné et Minimes.
Le stade Arnauné, plus communément appelé stade des Minimes, est un stade municipal situé à Toulouse, dans le quartier des Minimes. Sa capacité est de 4338 spectateurs dont 1795 places assises.
Le stade est l'enceinte dans laquelle joue le Toulouse Olympique XIII.

## Historique

### De 1937 à 1999
Le stade Paul-Arnauné est inauguré le 19 décembre 1937 lors de la rencontre opposant France-Reste  de rugby à XIII. Les joueurs du Reste l'emportent sur le score de 21 à 18 sur l'équipe de France, dirigée par Jean Galia.
Ce stade a été légué par la famille Arnauné afin que les enfants et habitants du quartier des Minimes (Toulouse) puissent pratiquer une activité sportive, toute autre destination de ce stade est écartée.  Obs.: un stade ne peut pas être créé sans l'accord des autorités municipales et/ou préfectorales.
Durant la période de la Drôle de guerre (septembre 1939 à mai 1940), il fut réquisitionné par l'Armée française (source : La Résistance intérieure française en Tarn-et-Garonne, cf. livre « Afin que Mémoire Demeure »), comme il advint également pour d'autres stades:  Sapiac à Montauban, Yves du Manoir à Colombes..., conformément aux lois des réquisitions militaires et civiles,  notamment celle du 11 juillet 1938 relative aux réquisitions civiles.

### Depuis 2000
Il est actuellement d'une capacité de 4338 places dont 1795 assises. Un projet d'agrandissement à 12 250 places est étudié à la demande du Toulouse Olympique XIII dans le cadre de sa volonté d'accéder à la Super League de 2015 ; ensuite, en 2012, ce projet est modifié et la capacité totale (pesages + tribunes) est d'abord réduite à 10 000 spectateurs puis à moins pour la reconstruction. Le TO XIII créé une société privée sportive professionnelle, la SASP TO XIII, afin de porter le dossier auprès des pouvoirs publics. Une SASP permet notamment de rémunérer ses dirigeants ainsi que de récolter des dividendes des éventuels  profits générés par l'exploitation commerciale du club et du stade.
Le projet est relancé en 2013-2014 pour un stade de plus de 10 000 places ; de nouvelles études et un nouveau projet sont réalisés et présentés mais, fin septembre 2015 le projet de réaménagement est de nouveau radicalement modifié par la mairie de Toulouse. L'enquête publique, obligatoire pour des projets de plus de 5000 places, émet fin juillet 2015 un avis très défavorable s'appuyant notamment sur les risques de sécurité et de salubrité importants que génèrerait un stade de cette taille, si proche des habitations. De plus, la question de l'absence de places de parking pour le stationnement des véhicules des spectateurs est mise en avant afin d'éviter la saturation du quartier.
La mairie de Toulouse décide toutefois de mettre en œuvre un nouveau projet, consistant en un agrandissement du stade (malgré l'abandon de la Tribune Ouest, du côté de l'avenue des Minimes). La Mairie souhaite porter la capacité du stade à 3600 places assises pour une capacité totale de plus de 7000 spectateurs. Ayant annoncé que le nouveau projet serait à capacité équivalente, la Mairie a utilisé le concept de "maintien artificiel" de la capacité du stade à 4338 spectateurs. Le stade ne pourra donc pas accueillir plus de 4338 spectateurs lors des matches du club. Ce nouveau projet mécontente le club, les riverains ainsi que les associations du quartier (qui n'auront pas accès aux nouveaux locaux ni au stade). La logique voudrait donc qu'il soit abandonné au profit d'une simple mise aux normes de sécurité du stade. Ceci d'autant plus au regard du coût très important du projet (10,6 millions d'euros hors taxes) et de sa non-priorité en ce qui concerne la dépense publique.[réf. nécessaire]
L'accession à la Super League est conditionnée aux résultats sportifs mais également au respect d'un cahier des charges strict. Celui-ci mentionne l'obligation d'un stade d'une capacité d'au moins 5 000 places assises. Le TO XIII devra donc trouver un autre stade répondant au cahier des charges de la Super League. Un accord avec le Stade toulousain pour l'utilisation du stade Ernest-Wallon permet de résoudre ce problème à partir de 2020.